# Rhyacophila shikotsuensis
Rhyacophila shikotsuensis is een schietmot uit de familie Rhyacophilidae. De soort komt voor in het Palearctisch gebied.